# IDENTITY (BoAのアルバム)
『IDENTITY』（アイデンティティ）は、韓国の女性歌手、BoAの7枚目のオリジナルアルバム。

## 概要
『THE FACE』以来、約2年ぶりのオリジナルアルバム。「CD+DVD」・「CD」の2形態で発売される。アルバムタイトル通り、「自分を証明できる音楽」をテーマにした。本人曰く、「自分に似合う服が着られた感じ」。
シングル曲「BUMP BUMP! feat. VERBAL（m-flo）」、「まもりたい 〜White Wishes〜」に加え、自身でもこれまでで最も多い作詞6曲・作曲4曲を手がけたナンバーを収録。ほとんどが詞先で、アレンジャーと一緒にスタジオに入って、ビートとシンセサイザーなどを一緒に重ねていながら、そこで歌詞とメロディーを作っていた。
27thシングル「Vivid -Kissing you, Sparking, Joyful Smile-」は未収録。
DVDには「BUMP BUMP! feat. VERBAL（m-flo）」、「まもりたい 〜White Wishes〜」のミュージック・ビデオの他、2009年4月6日に新木場STUDIO COASTにて行われた一夜限りのプレミアムイベント「BoA Release Party “BEST & USA”～Thank You For Your Support!!～」のライブ映像を収録。ライブ映像は単独パッケージ化なしのスペシャル・コンテンツ。初回限定盤は特殊パッケージ箔仕様、2010年4月16日に東京国際フォーラムで行われる「BoA LIVE TOUR 2010 ～IDENTITY～」の追加公演でツアーファイナルの先行予約ペラが封入されている。

## 収録曲

### CD
1. This Is Who I Am [2:52]
(作詞・作曲：BoA / 編曲：Gakushi)
  - BoA自身を説明している歌詞で、「実は私、こんな人です」という今のBoAを書いてきた。[1]
2. EASY [3:23]
(作詞・作曲：BoA / 編曲：Gakushi)
3. BUMP BUMP! feat. VERBAL(m-flo) [4:01]
(作詞：VERBAL / 作曲：VERBAL, AGENT KOZEL for KOZM® & Minami / Additional Arrangement：Hisashi Nawata)
  - 29thシングル
4. LAZER [4:07]
(作詞・作曲：VERBAL, スグル ヤマモト™, Hisashi Nawata, Minami & Staxx T / Additional Arrangement：Hisashi Nawata)
  - VERBALプロデュース楽曲。
5. interlude #1 [0:09]
6. is this love [4:06]
(作詞・作曲・編曲：Daisuke Kawaguchi)
7. まもりたい 〜White Wishes〜 [3:31]
(作詞：MIZUE / 作曲：Hirro Yamaguchi / 編曲：JUNKOO)
  - 30thシングル
8. interlude #2 [0:04]
9. ネコラブ [3:34]
(作詞：BoA / 作曲：U-Key zone / 編曲：Gakushi)
  - 芸能人の窮屈な恋愛事情をコミカルに歌った曲[1]。
10. THE END そして and... (album ver.) [7:10]
(作詞・作曲：BoA / 編曲：Gakushi)
  - 30thシングルカップリングのアルバムバージョン
11. Possibility duet with 三浦大知 [4:07]
(作詞・作曲：Nao'ymt)
  - PVが制作されたが、本作のDVDに収録されていない。しかし、2010年3月3日にリリースされたライブDVD「BoA THE LIVE 2009 "X'mas"」のボーナストラックに本PVが収録されている。
12. Fallin' [5:14]
(作詞・作曲：BoA / 編曲：Gakushi, Yuichi Hamamatsu)
13. my all [5:38]
(作詞：BoA / 作曲・編曲：Daisuke Kawaguchi)

### DVD
【Music Video】
1. BUMP BUMP! feat. VERBAL(m-flo)
2. まもりたい 〜White Wishes〜

【Special Contents】
BoA Release Party “BEST & USA” ～Thank You For Your Support!!～
Live at Studio Coast 6th April.2009
1. Special Medley
  - VALENTI (BEST & USA Ver.)
  - Sweet Impact
  - Winter Love
  - LOVE LETTER
  - DO THE MOTION
  - 抱きしめる
2. Eat You Up
3. I Did It For Love
4. Look Who's Talking
5. UNIVERSE feat. Crystal Kay & VERBAL(m-flo)
6. メリクリ (BEST & USA Ver.)
7. 永遠
8. LOSE YOUR MIND